# Bruce Woolley
Bruce Woolley, född 11 november 1953 i Loughborough, Leicestershire, är en brittisk låtskrivare och producent. Han har bland annat arbetat med gruppen The Buggles.
Woolley är upphovsman till låten Blue Blue (Victoria), mest känd för en svensk publik för den omarbetning med svensk text, IQ, som Magnus Uggla spelade in 1983.